# (8810) Johnmcfarland
(8810) Johnmcfarland est un astéroïde de la ceinture principale.

## Description
(8810) Johnmcfarland est un astéroïde de la ceinture principale. Il fut découvert le 15 mai 1982 à l'observatoire Palomar par Eleanor Francis Helin et Eugene M. Shoemaker. Il présente une orbite caractérisée par un demi-grand axe de 3,05 UA, une excentricité de 0,18 et une inclinaison de 3,5° par rapport à l'écliptique.

## Compléments